# エリマキミツスイ

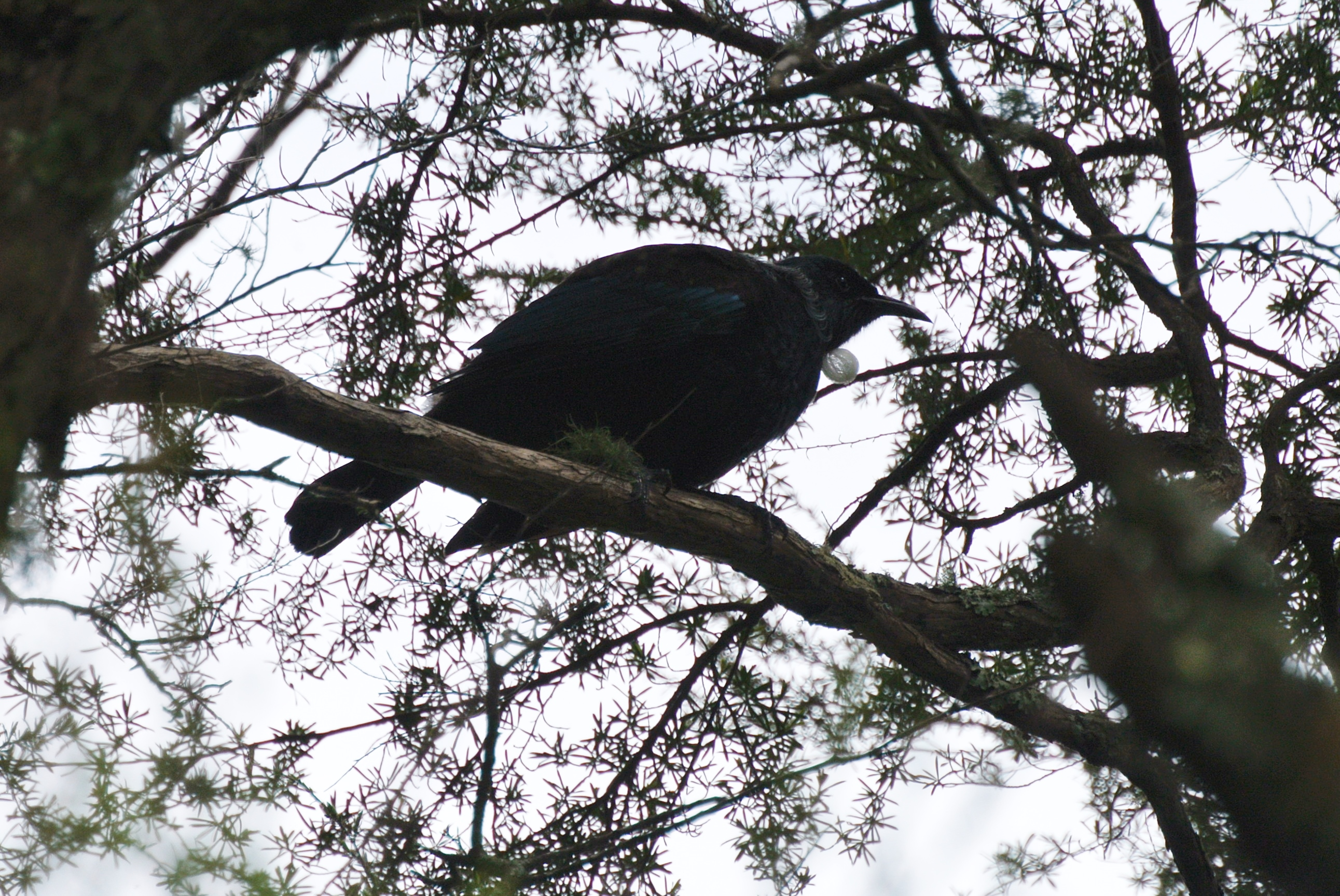
エリマキミツスイ

エリマキミツスイ （Prosthemadera novaeseelandiae）は、 スズメ目ミツスイ科の鳥の一種。ニュージーランド固有種で、ミツスイの中では最大級のものである。

## 名称
マオリ語では"tūī"と呼ばれており、英語でもこれを借用して"tui"と呼んでいる。マオリ語での複数形は"ngā tūī"であるが、現代の英語では単に"tui"と呼ぶか、用例は少ないが-sを付けて"tuis"とする。初期のニュージーランドへの植民者は本種を"parson bird"と呼んでいたが、現在ではこれは古風な呼び方だと考えられている。

## 形態
頭部・腹面・翼・尾はほぼ黒で、青から緑の光沢がある。背面と体側は暗い赤褐色で、青銅色の光沢がある。首筋から首の横にかけて白い糸状の羽毛の帯があり、喉元には2つの、白く巻いた羽毛の房がある。止まっている時には隠れているが、翼の上面にも白い模様がある。嘴と脚は黒く、眼は茶褐色。

## 分布
ニュージーランドの広い範囲に生息し、北島に特に多いが、南島の西岸・南岸やスチュアート島でも見られる。チャタム島にも亜種P. n. chathamensis が生息するが、この亜種は絶滅が危惧されている。ケルマディック諸島のラウル島やオークランド諸島にも別の個体群が存在する。特にオークランド諸島では、ニュージーランドミツスイとともに最も南に分布するミツスイ類となっている。

## 生態
雄は非常に攻撃性が高く、大きな音を立てて羽ばたき、人の怒鳴り声に似た鳴き声を出して縄張りから他の全ての鳥を追い払う。良い餌場となる樹を巡って争うときは、これが特に顕著である。競争相手に対しては、羽を逆立て体を大きく見せて威嚇する。ミナミチュウヒや外来種のカササギフエガラスに対してさえもモビングを行うことが知られている。
翼が短くて広いため、羽ばたきは非常にうるさい。この翼は森林内での機動性を大きく高めているが、その分高速で羽ばたく必要がある。求愛ディスプレイとして、垂直に上昇して林冠から空中へ飛び出し、そのまま失速して羽ばたきながら降りてくる動きを繰り返す行動が観察されている。この行動は主に繁殖期である9-10月（初春）に観察される。雌は小枝・草・苔などを用いて単独で巣を作る。

### 摂餌

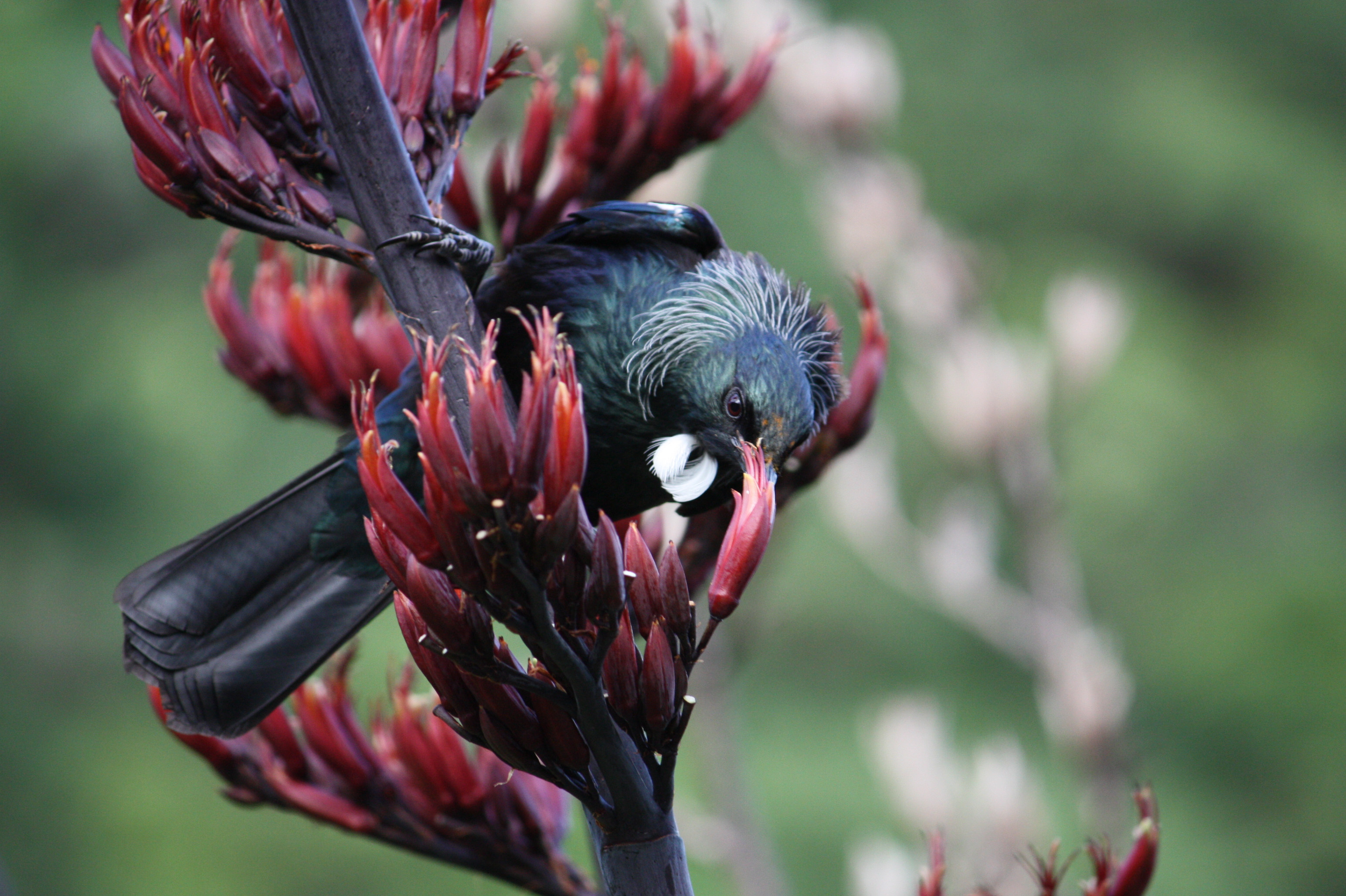
マオランの蜜を飲む個体

蜜が主食であるが、果実や昆虫もよく食べ、稀ではあるが花粉や種子も食べる。特にマオラン属の蜜を好むが、この蜜は発酵していることもあり、酔ったような飛び方で飛んでいることがある。本種はマオラン属の他に、マメ科のクララ属やクリアンサス属を含めたいくつかの植物の主要な送粉者となっている。これらの植物では花が本種の嘴に合わせた形態となっており、これは共進化の一例である。

### 鳴き声

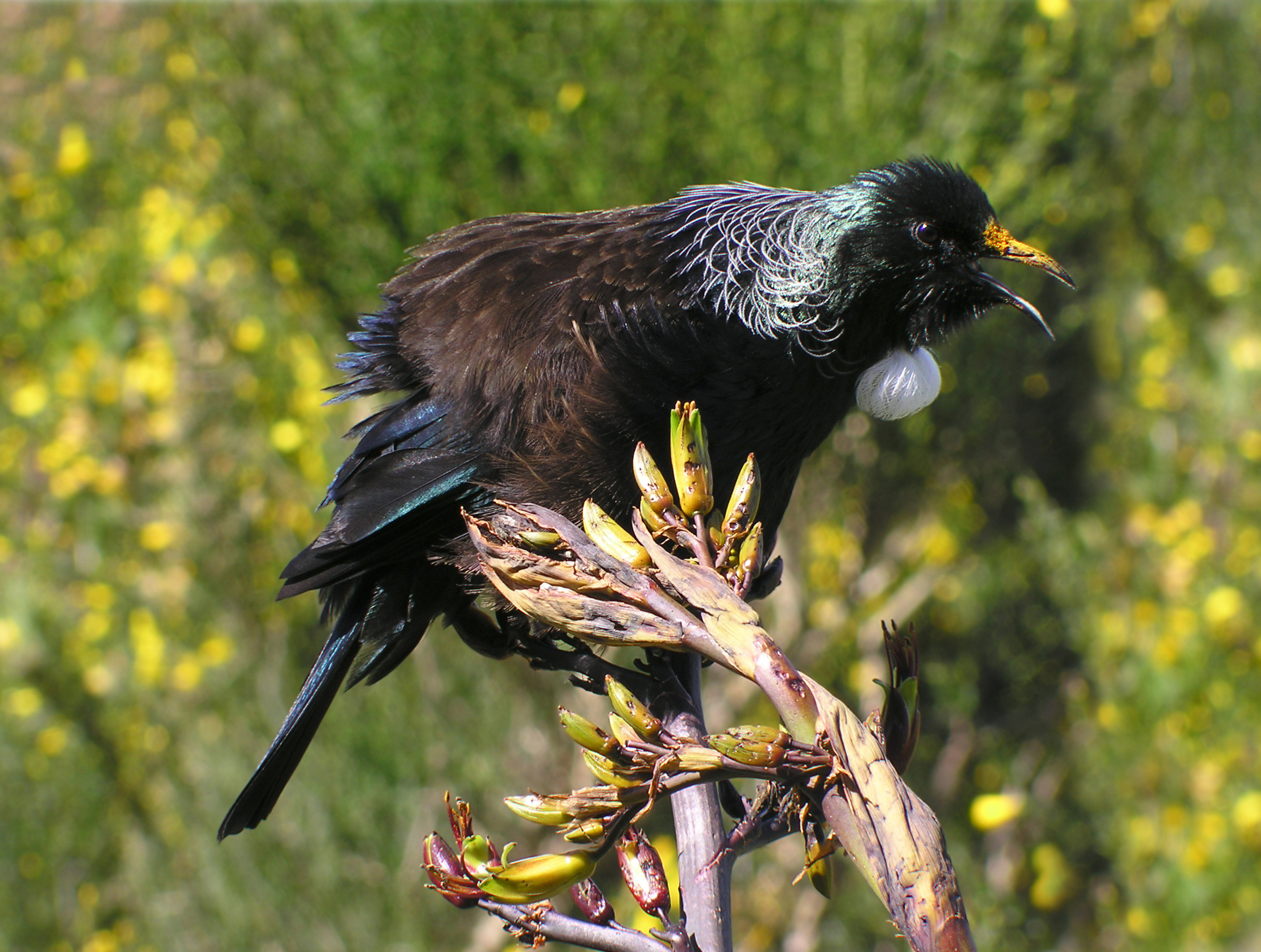
羽毛を逆立て大声で鳴く。

オウムと同様、非常に知能が高いと考えられている。また、人の声を真似る能力があることもオウムと似ており、マオリ人は本種を、複雑な演説を再生できるように訓練していた。鳴き声はニュージーランドミツスイに似たノート音に加え、クリック音・金切り声・軋み音・唸り声・喘鳴などを組み合わせた非常に複雑なもので、個体ごとに異なる。また、性別による違いや、地理的・季節的な変異もある。

本種の観察によって、鳴き声を急に中断し口を開けたまま喉の房を震わせる行動が観察された。このことから、ヒトの可聴域から外れた超音波を発していることが疑われたが、これまでのところその検出には失敗している。また、特に満月の時には夜間に鳴くこともある。